# Jonathan Laurens
Jonathan Laurens Pérez est un joueur de football vénézuélien né le 2 août 1977 à Caracas. 
Il joue au poste de milieu de terrain.